# 増田太郎
増田 太郎（ますだ たろう）は、日本のシンガーソングライター。

## 経歴
幼少より音楽に親しみ、5歳からバイオリンを習う。明星学園中学・高校在学中には、学校のアンサンクブルクラブでバイオリンを演奏した。20歳のときに弱視であった視力を失う。同時期よりボーカル・ギターとのユニット「MISTRAL（ミストラル）」などで音楽活動を開始し、バイオリンを弾きながら歌うスタイルを確立した。1997年、作曲を担当した楽曲「雲」がNHK「みんなのうた」で2ケ月にわたり放送された。2002年にエッセイ「毎日が歌ってる」を出版した。2002年と2003年にはニッポン放送「ラジオ・チャリティー・ミュージックソン」で森山直太朗と共に全国のラジオ局の番組に出演した。2003年4月から2004年3月までニッポン放送系列で放送された「オールナイトニッポンレコード」（土曜深夜27時）で「悩み相談コーナー」を担当した。

## 出演

### ラジオ
- 増田太郎・ミュージックシュタイン

茨城放送（日）19:30 - 20:00
和歌山放送（土）18:30 - 19:00
むさしのFM（土）17:30 - 18:00
FMたちかわ（土）8:30 - 9:00
日本福祉放送（USEN、SKY PerfecTV!）（月 - 日）15:30、19:30
- ラジオ・チャリティー・ミュージックソン（2002年より出演） - ニッポン放送
- ラジオ・チャリティ・ミュージックソン・アナザーストーリー「太郎・直太朗・きみに逢いにいくよ」（2003年2月） - ニッポン放送
- オールナイトニッポンレコード（2003年4月～2004年3月） - ニッポン放送
- 大沢悠里のゆうゆうワイド（2005年6月） - TBSラジオ
- 6 sense（2005年6月） - TOKYO FM
- サタデーホットリクエスト（2005年11月） - NHK FM

ほか

### テレビ
- 情報プレゼンター とくダネ!歌声プロジェクト（フジテレビ系、2003年5月）
- BSフジドキュメント「僕は歌になりたい」（BSフジ、2003年5月）
- 20世紀のファイルから～ひとりひとりのラジオデイズ（CSヒストリーチャンネル、2003年11月）
- NEWS23（TBS系、2005年4月）：子楽曲《忘れられた桜の木》ヴァイオリン演奏
- 24時間テレビ 「愛は地球を救う」（日本テレビ系、2010年8月）：24時間テレビTOKIOと241人の大コンサート！！）
- おかあさんといっしょ ブー！スカ・クリスマス音楽会（NHK Eテレ、2021年12月25日）

### アニメ
- 痛いのは嫌なので防御力に極振りしたいと思います。 （2020年1月 - 3月/2023年1月 - 4月）

## 音楽活動

### CD
- 「Happy Happy」（ガレージレコード）1997.７
- 「悩める息子」（ラストラムコーポレーション）1999.3
- マキシシングル「毎日が歌ってる」（M-pro自主制作）2002.11
- ミニアルバム「いまベスト！050618」（M-pro自主制作）2005.6

#### コンピレーションアルバム
- 青田屋1号
- 青田屋2号
- 青田屋3号

### コンサート
- 北海道別海高校・歌声プロジェクトコンサート
- 東京都主催・ふれあいコンサート
- KDDI DESIGNING STUDIOライブ
- 財団法人栃木盲導犬センター支援チャリティコンサート

他、全国各地の各種学校・地方自治体・学園祭などで講演ライブ・コンサートを展開

### 楽曲提供[7]

#### NHK『おかあさんといっしょ』
- おたすけ!およよマン（2021年）
- まほうのラララ♪（2022年）
- おかあさんといっしょ オープニングテーマ（2022年 - ）
- キミにはくしゅ!（2023年）

## 著書
- 『毎日が歌ってる』（すばる舎） ISBN 4883991962